# Gecse Gyula
Gecse Gyula (Budapest, 1993. március 23. –) magyar labdarúgó. Jelenleg a magyar NB3 Keleti csoportjában szereplő Erzsébeti Spartacus MTK LE labdarúgója.